# Steliano Filip
Steliano Filip (Buzău, 15 mei 1994) is een Roemeens profvoetballer die als linker verdediger of -middenvelder speelt. Sinds 2015 komt Filip uit voor het Roemeens voetbalelftal en hij maakte deel uit van de Roemeense selectie op het Europees kampioenschap voetbal 2016.
Hij verruilde in 2012 FCMU Baia Mare voor Dinamo Boekarest. In januari 2018 ging hij naar Hajduk Split.

## Erelijst

### Club
Dinamo Boekarest
- Roemeense League Cup (1): 2016/17